# Basiliche in Polonia
Elenco delle basiliche presenti in Polonia, in ordine alfabetico delle località
- Augustów:
  - Basilica del Sacro Cuore di Gesù ad Augustow (Decreto del 19.01.2001)
- Bardo (Polonia):
  - Basilica della Visitazione della Beata Vergine Maria in Bardo (Decreto del 18.11.2008)
- Białystok:
  - Basilica di San Rocco (Decreto 28.05.2018)
  - Bazylika Ofiarowania Najświętszej Maryi Panny w Wadowicach (Decreto del 31.08.1987)
  - Cattedrale di Białystok (Cattedrale dell'Assunta) (Decreto del 21.03.1985)
- Bielsk Podlaski:
  - Basilica della Natività della Beata Vergine Maria e di San Nicola (Decreto del 29.08.1996)
- Bielsko-Biała:
  - Basilica della Visitazione della Beata Vergine Maria (Decreto del 28.08.2015)
- Bochnia:
  - Basilica di San Pietro (Decreto del 08.11.1997)
- Bolesławiec (Bassa Slesia):
  - Basilica dell'Assunzione della Beata Vergine Maria e di San Nicholas (Decreto del 02.06.2012)
- Braniewo:
  - Basilica di santa Caterina (Decreto del 10.02.2001)
- Breslavia:
  - Cattedrale di Breslavia (Cattedrale metropolitana di San Giovanni Battista) (Decreto del ..1907)
  - Chiesa di Sant'Elisabetta (Breslavia) (Chiesa di Sant'Elisabetta) (Decreto del 31.05.2003)
- Bydgoszcz:
  - Basilica di San Vincenzo dè Paoli (Decreto del 06.05.1997)
  - Basilica di Nostra Signora Regina dei Martiri (Decreto del 27.02.2014)
- Chełm:
  - Basilica della Natività della Vergine Maria (Decreto del 06.05.1988)
- Chełmża:
  - Basilica della Santissima Trinità (Decreto del 16.02.1982)
- Chojnice:
  - Basilica di San Giovanni Decollato (Decreto dell'11.03.1993)
- Cracovia:
  - Cattedrale dei Santi Stanislao e Venceslao
  - Chiesa di San Francesco d'Assisi (Cracovia) (Decreto del 29.12.1919)
  - Chiesa della Santissima Trinità a Cracovia (Decreto del 26.07.1957)
  - Chiesa dei Santi Apostoli Pietro e Paolo a Cracovia (Decreto del ..1960)
  - Basilica del Sacro Cuore di Gesù a Cracovia (Decreto del 01.07.1960)
  - Chiesa dell 'Assunzione della Beata Vergine Maria a Cracovia (Bielany) (Decreto del 20.03.1963)
  - Basilica di Santa Maria (Cracovia)           (Decreto del 09.03.1970)
  - Parrocchia di Santa Croce in Cracovia (Decreto del 09.03.1970)
  - Chiesa della Visitazione della Beata Vergine Maria a Cracovia (Decreto del 02.10.1996)
  - Chiesa di San Floriano (Cracovia) (Decreto del 16.03.1999)
  - Santuario della Divina Misericordia [ modifica ] (Decreto del 06.03.2003)
  - Skałka (Chiesa di San Michele Arcangelo e Santo Stanislao) (Decreto del 27.11.2003)
  - Basilica Corpus Christi (Decreto del 24.01.2005)
  - Abbazia di Mogiła [senza fonte]
- Czerwińsk nad Wisłą:
  - Basilica dell'Annunciazione alla Vergine Maria (Decreto del 10.04.1967)
- Częstochowa:
  - Basilica della scoperta della Santa Croce (Decreto del 23.11.1906)
  - Cattedrale della Sacra Famiglia (Decreto del 22.06.1962)
- Dąbrowa Białostocka:
  - Bazylika Ofiarowania NMP (Decreto del 31.08.1987)
- Dąbrowa Górnicza:
  - Santuario della Madonna degli Angeli (Decreto del 19.03.1901)
  - Basilica del Sacro Cuore di Gesù (Decreto del 19.08.2008)
- Danzica:
  - Basilica di San Nicholas (Danzica) (Decreto del 25.04.1928)
  - Basilica di Santa Maria (Danzica) (Decreto del 20.11.1965)
  - Basilica di Santa Brigida (Decreto del 23.11.1991)
  - Cattedrale di Oliwa (Decreto del 08.07.1976)
- Dębowiec (Precarpazia):
  - Basilica della Madonna delle Lacrime di La Salette (Decreto del 22.08.2011)
- Dobre Miasto:
  - Basilica del Santissimo Salvatore e di Tutti i Santi (Decreto del 19.05.1989)
- Frombork:
  - Cattedrale dell 'Assunzione della Beata Vergine Maria e di Sant’Andrea (Decreto del 18.09.1965)
- Gidle:
  - Basilica dell'Assunzione della Beata Vergine Maria in Gidle (Decreto del 29.07.1998)
- Gietrzwałd:
  - Basilica della Natività della Beata Vergine Maria in Gietrzwałd (Decreto del 02.02.1970)
- Głogówek (Święta Góra):
  - Basilica del Sacro Monte (Decreto del 17.12.1970)
- Gniezno:
  - Cattedrale di Gniezno (Cattedrale di Sant'Adalberto) (Decreto del 13.05.1931)
- Góra Świętej Anny (województwo opolskie):
  - Basilica di Monte Sant’Anna (Decreto del 27.03.1980)
- Górka Klasztorna:
  - Basilica di Nostra Signora dell'Immacolata Concezione (Decreto del 02.07.2014)
- Gorlice:
  - Basilica della Natività della Beata Vergine Maria (Decreto del 06.11.2008)
- Grudziądz:
  - Bazylika kolegiacka św. Mikołaja (Decreto del 20.07.2010)
- Grybów:
  - Bazylika św. Katarzyny Aleksandryjskiej (Decreto del 13.10.2012)
- Inowrocław:
  - Bazylika Imienia NMP (Decreto del 10.04.2008)
- Jarosław:
  - Bazylika Matki Bożej Bolesnej (Decreto del 12.03.1966)
- Jelenia Góra:
  - Bazylika św. Erazma i św. Pankracego (Decreto del 21.08.2010)
- Kalisz:
  - Bazylika kolegiacka Wniebowzięcia NMP (Decreto del 02.06.1978)
- Kalwaria Zebrzydowska:
  - Kalwaria Zebrzydowska (patrimonio UNESCO) (Bazylika Matki Bożej Anielskiej) (Decreto del 30.04.1980)
- Kamienna Góra (comune rurale):
  - Abbazia di Krzeszów#Basilica dell'Assunta (Decreto del 18.04.1998)
- Katowice:
  - Bazylika św. Szczepana i Matki Boskiej Boguckiej (Decreto del 03.05.2015)
  - Bazylika św. Ludwika Króla i Wniebowzięcia Najświętszej Maryi Panny (Decreto del 12.11.1974)
- Kętrzyn:
  - Bazylika św. Jerzego (Decreto del 22.07.1999)
- Kielce:
  - Cattedrale di Kielce (Basilica Cattedrale dell'Assunta) (Decreto del 14.03.1970)
- Kiwity:
  - Basilica della Visitazione della Beata Vergine Maria (Stoczek) (Decreto del 19.05.1987)
- Kobyłka:
  - Bazylika Świętej Trójcy (Decreto del 09.10.2010)
- Kodeń:
  - Bazylika św. Anny (Decreto del 19.05.1973)
- Kołobrzeg:
  - Bazylika Konkatedralna Wniebowzięcia NMP (Decreto del 10.06.1986)
- Koronowo:
  - Bazylika Wniebowzięcia NMP (Decreto del 09.10.2010)
- Krosno:
  - Bazylika Trójcy Przenajświętszej (Decreto del 20.01.1998)
- Kruszwica:
  - Bazylika św. Apostołów Piotra i Pawła (Decreto del 23.01.1970)
- Kuźnia Raciborska:
  - Bazylika Wniebowzięcia NMP (Decreto del 14.06.2009)
- Legnickie Pole:
  - Bazylika św. Jadwigi (Decreto del 15.01.2014)
- Leśna Podlaska:
  - Bazylika św. Piotra i św. Pawła (Decreto del 16.02.1984)
- Leszno (comune):
  - Bazylika św. Mikołaja (Decreto del 22.02.2013)
- Leżajsk:
  - Bazylika Zwiastowania NMP (Decreto del 27.06.1928)
- Limanowa:
  - Bazylika Matki Boskiej Bolesnej (Decreto del 28.05.1991)
- Łódź:
  - Cattedrale di Łódź (Basilica di santo Stanislao Kostka) (Decreto del 20.12.1989)
- Łowicz:
  - Bazylika katedralna Wniebowzięcia NMP i św. Mikołaja (Decreto del 14.06.1999)
- Lubartów:
  - Bazylika św. Anny (Decreto del 07.05.2008)
- Lublino:
  - Bazylika św. Stanisława BM (Decreto del 01.06.1967)
- Ludźmierz:
  - Bazylika Matki Bożej (Decreto del 22.02.2001)
- Markowice:
  - Bazylika Matki Bożej Królowej Miłości i Pokoju Pani Kujaw (Decreto del 31.05.2015)
- Miechów:
  - Bazylika Groby Bożego (Decreto del 10.04.1996)
- Mielec:
  - Bazylika Mniejsza św. Mateusza Apostoła i Ewangelisty (Decreto del 21.09.2006)
- Mikołów:
  - Bazylika św. Wojciecha (Decreto del 14.03.2008)
- Myszyniec:
  - Bazylika kolegiacka Trójcy Przenajświętszej (Decreto dell'11.09.2013)
- Nowe Miasto Lubawskie:
  - Bazylika św. Tomasza Apostoła (Decreto del 21.10.1971)
- Nowy Sącz:
  - Bazylika Kolegiacka św. Małgorzaty (Decreto del 12.05.1992)
- Nysa:
  - Bazylika św. Jakuba Apostoła i św. Agnieszki (Decreto del 25.07.2009)
- Oleśnica (Bassa Slesia):
  - Bazylika św. Jana Apostoła i Ewangelisty (Decreto del 03.10.1998)
- Olkusz:
  - Bazylika św. Andrzeja Apostoła (Decreto del 10.10.2001)
- Olsztyn:
  - Bazylika Konkatedralna św. Jakuba Apostoła (Decreto del 10.06.2004)
- Opole:
  - Bazylika Katedralna Podwyższenia Krzyża Świętego (Decreto del ..1934)
- Pacanów:
  - Bazylika św. Marcina (Decreto del 14.11.2008)
- Parczew:
  - Bazylika św. Jana Chrzciciela Sanktuarium Maryjne (Decreto del 24.04.1989)
- Pelplin:
  - Bazylika Katedralna Wniebowzięcia NMP (Decreto del 18.01.1965)
- Piekary Śląskie:
  - Basilica di Santa Maria e San Bartolomeo (Decreto del 01.12.1962)
- Płock:
  - Cattedrale di Płock (Basilica Cattedrale dell'Assunzione della Beata Vergine Maria)(Decreto del 01.07.1910)
- Poznań:
  - Cattedrale di Poznań (Cattedrale dei Santi Pietro e Paolo) (Decreto del 10.12.1962)
  - Kolegiata Matki Boskiej Nieustającej Pomocy i św. Marii Magdaleny (Decreto del 17.06.2010)
- Prostyń:
  - Bazylika Trójcy Przenajświętszej i św. Anny (Decreto del 10.11.2011)
- Przemyśl:
  - Bazylika Archikatedralna Wniebowzięcia NMP i św. Jana Chrzciciela (Decreto del 09.01.1960)
- Przeworsk:
  - Bazylika Ducha Świętego (Decreto del 29.12.1982)
- Pszów:
  - Bazylika Narodzenia NMP (Decreto del 07.06.1997)
- Pułtusk:
  - Bazylika Zwiastowania NMP (Decreto del 19.10.1974)
- Radecznica:
  - Bazylika św. Antoniego z Padwy (Decreto del 14.07.2015)
- Radom:
  - Bazylika św. Kazimierza (Decreto del 02.08.2003)
- Reszel:
  - Basilica della Visitazione della Beata Vergine Maria a Święta Lipka (Decreto del 24.02.1983)
- Rokitno:
  - Bazylika Matki Bożej Rokitniańskiej (Decreto del 21.09.2001)
- Rybnik:
  - Bazylika św. Antoniego Padewskiego (Decreto del 23.06.1993)
- Rzeszów:
  - Bazylika Wniebowzięcia NMP (Decreto del 27.05.2008)
- Sandomierz:
  - Bazylika Katedralna Narodzenia NMP (Decreto del 20.05.1960)
- Sejny:
  - Bazylika Nawiedzenia Matki Bożej (Decreto del 26.09.1973)
- Ślesin:
  - Santuario di Nostra Signora di Licheń (Basilica dell'Addolorata, Regina della Polonia) (Decreto del 25.02.2005)
- Skarżysko-Kamienna:
  - Bazylika Matki Bożej Ostrobramskiej (Decreto del 25.10.2013)
- Sokoły:
  - Bazylika Wniebowzięcia NMP (Decreto del 04.03.2012)
- Sosnowiec:
  - Bazylika Katedralna Wniebowzięcia NMP (Decreto del 28.10.1999)
- Stalowa Wola:
  - Bazylika Konkatedralna pod wezwaniem Matki Bożej Królowej Polski (Decreto del 31.08.1998)
- Stara Wieś (Brzozów):
  - Bazylika Wniebowzięcia NMP (Decreto del 27.07.1927)
- Strzegom:
  - Bazylika św. Piotra i Pawła (Decreto del 23.01.2002)
- Studzianna (provincia di Lodz):
  - Bazylika św. Filipa Nerri i św. Jana Chrzciciela (Decreto del 12.12.1973)
- Święty Krzyż:
  - Bazylika Trójcy Świętej (Decreto del ..2013)
- Szamotuły:
  - Bazylika kolegiacka Matki Bożej Pocieszenia i św. Stanisława Biskupa (Decreto del 13.05.2014)
- Stettino:
  - Cattedrale di Stettino (Basilica Cattedrale di San Giacomo) (Decreto del 20.04.1983)
  - Bazylika św. Jana Chrzciciela (Decreto del 21.11.2008)
- Szczepanów:
  - Bazylika św. Marii Magdaleny i św. Stanisława BM (Decreto del 31.12.2003)
- Tarnów:
  - Bazylika Katedralna Narodzenia NMP (Decreto del 14.04.1972)
- Teresin k. Sochaczewa:
  - Bazylika NMP Niepokalanej (Decreto del 30.04.1980)
- Toruń:
  - Cattedrale di Toruń (Basilica Cattedrale di San Giovanni Battista e San Giovanni Evangelista) (Decreto del 23.01.1935)
- Trzebinia:
  - Bazylika Najświętszego Serca Pana Jezusa (Decreto del 31.01.2013)
- Trzebnica:
  - Bazylika św. Jadwigi Śląskiej (Decreto del 16.03.1943)
- Trzemeszno:
  - Bazylika Wniebowzięcia NMP (Decreto del 28.10.1969)
- Tuchów:
  - Bazylika Nawiedzenia NMP (Decreto del 15.09.2010)
- Twardogóra:
  - Bazylika Matki Bożej Wspomożenia Wiernych (Decreto del 16.12.2003)
- Varsavia:
  - Cattedrale di Varsavia (Basilica cattedrale metropolitana di San Giovanni Battista) (Decreto del 27.01.1961)
  - Bazylika św. Krzyża (Decreto del 21.01.2002)
  - Bazylika Najswietszego Serca Jezusowego (Decreto del 09.08.1923)
  - Bazylika Katedralna św. Michała Archanioła i św. Floriana Męczennika (Decreto del 18.01.1997)
- Wadowice:
  - Bazylika Ofiarowania NMP (Decreto del 13.01.1993)
- Wambierzyce:
  - Bazylika Nawiedzenia NMP (Decreto del 23.10.1935)
- Wąwolnica:
  - Bazylika św. Wojciecha (Decreto del 18.07.2001)
- Węgrów:
  - Bazylika Wniebowzięcia NMP (Decreto del 04.04.1997)
- Wiślica:
  - Bazylika Narodzenia NMP (Decreto del 01.10.2004)
- Włocławek:
  - Bazylika Katedralna Wniebowzięcia NMP (Decreto del ..1907)
- Zawiercie:
  - Bazylika św. Apostołów Piotra i Pawła (Decreto del 29.06.2009)
- Zduńska Wola:
  - Bazylika Wniebowzięcia NMP (Decreto del 24.11.2008)
- Ziębice:
  - Bazylika św. Jerzego Męczennika (Decreto del 28.05.2008)